# 정원지
정원지(程遠志, ? ~ 184년)는 황건적(黃巾賊)의 무장이자 《삼국지연의》에만 기록되어 있는 가공 인물이다.
184년, 황건적의 난(黃巾賊之亂)이 일어났을 당시 부장 등무(鄧茂)를 동반해 5만 군사를 이끌고 유주(柳州)를 공격하였다. 이때 유주자사(柳州刺使) 유언(劉焉)의 부하 추정(鄒靖)이 의병을 이끄는 유비(劉備)을 불러들여 함께 정원지를 공격한다.
이때 부장 등무가 장비(張飛)의 장팔사모에 죽임을 당하자, 분노한 정원지가 달려들었으나 관우(關羽)에게 죽임을 당하였다. 그리고 그의 부하들은 유비의 의병에 흡수되었다.